# Hypericum virgatum
Hypericum virgatum är en johannesörtsväxtart som beskrevs av Jean-Baptiste de Lamarck. Hypericum virgatum ingår i släktet johannesörter, och familjen johannesörtsväxter. Inga underarter finns listade i Catalogue of Life.